# Jardins botaniques de Gibraltar
 (juillet 2024).
Si vous disposez d'ouvrages ou d'articles de référence ou si vous connaissez des sites web de qualité traitant du thème abordé ici, merci de compléter l'article en donnant les références utiles à sa vérifiabilité et en les liant à la section « Notes et références ».
Les jardins botaniques d'Alameda ou de Gibraltar ou en espagnol :  La Alameda, Jardín Botánico de Gibraltar, est un jardin botanique de plus ou moins 6 hectares, qui se situe dans la ville du Gibraltar.

## Localisation
Le jardin se situe à l'adresse L'Alameda, Red Sands Road, PO Box 843. Leur altitude va de 35 à 60 m.[réf. nécessaire]

## Histoire

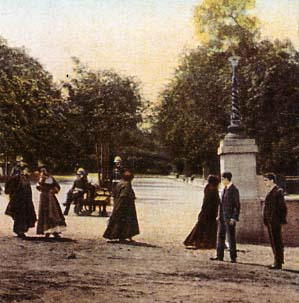
Un matin du XIXe siècle à l'entrée des Jardins d'Alameda.

Les jardins d'Alameda ont été fondés en 1816 à l'initiative du gouverneur, le général George Don pour fournir une zone de loisir aux citoyens de Gibraltar.[réf. nécessaire]
Pendant plusieurs années les jardins ont rempli ce but mais dans les années 1970, ils ont été complètement abandonnés.[réf. nécessaire] Le projet "botanique" des jardins du Gibraltar a commencé en juin 1991 lorsque le gouvernement de Gibraltar a embauché une entreprise de responsables environnementaux pour sauvegarder la flore de Gibraltar.[réf. nécessaire] Ils ont en effet travaillé pour restaurer les jardins et les convertir en jardins botaniques.[réf. nécessaire] La même année, le Dr. John Cortes  a été nommé directeur de l'institution.[réf. nécessaire]

## Description

### Collections
Les plantes des jardins représentent une combinaison d'espèces autochtones et introduites. Certaines ont en effet été amenées de l'étranger, souvent d'anciens territoires britanniques comme l'Australie et l'Afrique du Sud, avec lesquelles Gibraltar avait des contacts maritimes à l'époque de l'Empire britannique. Parmi ces plantes, la plus ancienne est un spécimen de Dracaena draco âgé de plus de 300 ans.[réf. nécessaire]
Depuis 1991 de nombreuses espèces ont été introduites à Gibraltar, certaines pour la première fois.[réf. nécessaire]
Les jardins sont spécialisés dans les plantes d'aloe et crassulaceae, outre les plantes endémiques qui se trouvent facilement à Gibraltar et dans ses environs.[réf. nécessaire]

### Équipements
Outre l'espace d'accueil, une boutique de la nature est à disposition des visiteurs.[réf. nécessaire]
Le jardin a établi un Index Seminum (catalogue de graines mises à la disposition des autres jardins).[réf. nécessaire]
Le cottage du Musée, ouvert au public depuis mai 2006, est hébergé dans un bâtiment agricole du XVIIe siècle. Il sert de lieu d'information de l'Histoire Naturelle. La bibliothèque, située dans le cottage, a des livres et des revues liés à l'horticulture et l'histoire naturelle. Elle est en référence du livre Gibraltar Ornithological & Naturel History Society.[réf. nécessaire]
Le Parc de la Vie Sauvage est un petit zoo et un lieu d'hébergement pour les animaux retenus à la douane ou à la police. Son but principal est de les héberger et les soigner. S'ils ne peuvent par être rendus à leur milieu naturel, alors ils sont éduqués.[réf. nécessaire]